# Языки ойль

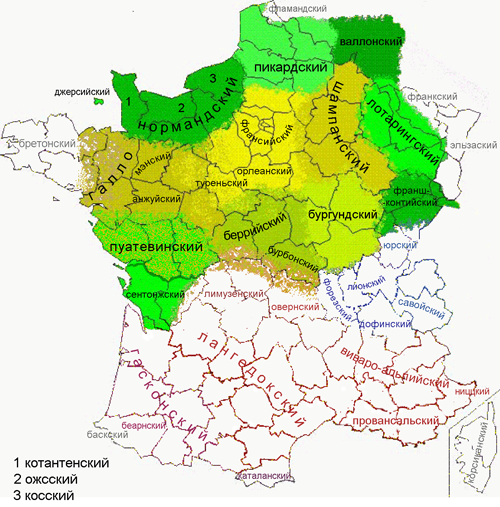
Языки ойль на карте Франции

Язык ойль (также ланг д’ойль фр. Langues d'oïl) — общее название романских идиомов северной Франции в Средние века в противовес всем южнофранцузским идиомам, получившим название языки ок. Приблизительная географическая граница между этими языковыми ареалами изначально сложилась ещё в позднеантичной Галлии III—V веков и проходила по среднему и нижнему течению реки Луара и далее до городов Лион и Женева (Нейстрия). На основе диалектов ланг д’ойль сложился старофранцузский язык, а затем — на основе парижского говора — и современный французский язык.

## История
Лингвистические различия между идиомами Северной и Южной Франции во многом явились следствием климатических, этнографических, генетических и культурных традиций различных групп галло-романского населения северной и южной Галлии ещё в римский период. Античная романизация юга страны началась раньше и носила более глубокий характер, чем на севере, где дольше сохранялись автохтонные субстратные кельтские элементы, на которые в V—X веках легли германские суперстрат и адстрат, особенно мощный в бельгийском регионе, вдоль языковой границы с германским языковым пространством.

## Развитие
Из-за более быстрой фонетической эволюции языка в северной Галлии, носители различных диалектов ланг д’ойль быстро утратили взаимопонимаемость с классической латынью и были вынуждены изобрести свою письменность. Так в Средние века возникли и развивались старонормандский язык, позднее существовавший в Англии в виде англо-нормандского и англо-французского языков, пикардский язык, язык галло и многие другие. Их наддиалектной литературной формой стал старофранцузский язык. Поначалу уступая по популярности более многочисленным, более престижным и более приближенным к классической латыни диалектам юга (ланг д’ок), языки д’ойль значительно укрепляют свои позиции с XIII века. Поначалу они конкурируют друг с другом, но затем консолидируются под знамёнами парижского диалекта Иль-де-Франс, образуя современный французский язык, который с приходом общеобразовательной системы и СМИ почти полностью вытесняет южные диалекты к середине XX века, но при этом инкорпорирует ряд южных лексических и фонетических черт в заимствованиях.

## Фонетические особенности диалектного континуума Галлии
Примечательно, что внутри ойльского ареала была замечена, а в 1823 году окончательно установлена географическая изоглосса линия Жоре. К северу от изоглоссы (Пикардия, Нормандия) сохранилось произношение /k/ и /g/ перед /a/, в диалектах Центральной Франции произношение перед /a/ /k/ сменилось на /ʃ/, а /g/ на /dʒ/, а в диалектах Прованса (ок) вновь отмечалось произношение /k/ и /g/ перед /a/ (как и в классической латыни). Подобные явления, очевидно, объясняются различиями в субстрате/суперстрате данных регионов.

## Терминология
Термин ланг д’ойль впервые появился около 1100 г. как искажение латинской фразы «lingua de hoc ille», что буквально означает язык, в котором утвердительная частица «да» передается сочетанием «hoc ille», в народной латыни северной Галлии превратившееся в «oïl», а затем в современное французское «oui» ([уи]). Популяризировал этот термин итальянский писатель-романист Данте, который обратил внимание на разницу утверждения в различных романских идиомах. Ок (от лат. hoc «это») и ойль (от лат. hoc ille «это оно») — это частица «да» на том и другом языках. Частицу «ок» по-прежнему использует провансальский язык, ныне находящийся под угрозой исчезновения.

## Список языков ойль
- современный французский язык
- анжуйский язык
- бургундский язык
- шампанский язык
- франко-контийский (франш-контийский) язык
- язык галло
- лотарингский язык
- старонормандский язык, нормандский язык, англо-нормандский язык, англо-французский язык
  - ореньский язык
  - гернсийский язык
  - джерсийский язык
  - саркский язык
- пикардский язык
- пуатвен-сентонжонский язык
  - пуатевинское наречие
  - сентонжское наречие
- валлонский язык